# Nakkur (Froðba)
Nakkur (Froðba) è un rilievo alto 325 metri sul mare situata sull'isola di Suðuroy, situata nell'arcipelago delle Isole Fær Øer, in Danimarca.